# Phlebodium aureum
Phlebodium aureum, tên khác: Polypodium leucotomos là một loài thực vật có mạch trong họ Polypodiaceae. Loài này được (L.) J. Sm. miêu tả khoa học đầu tiên năm 1841.

## Hình ảnh

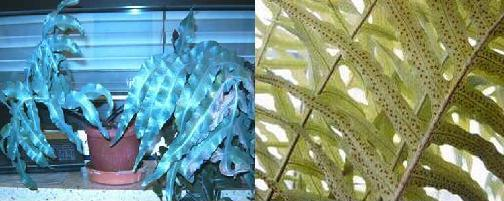
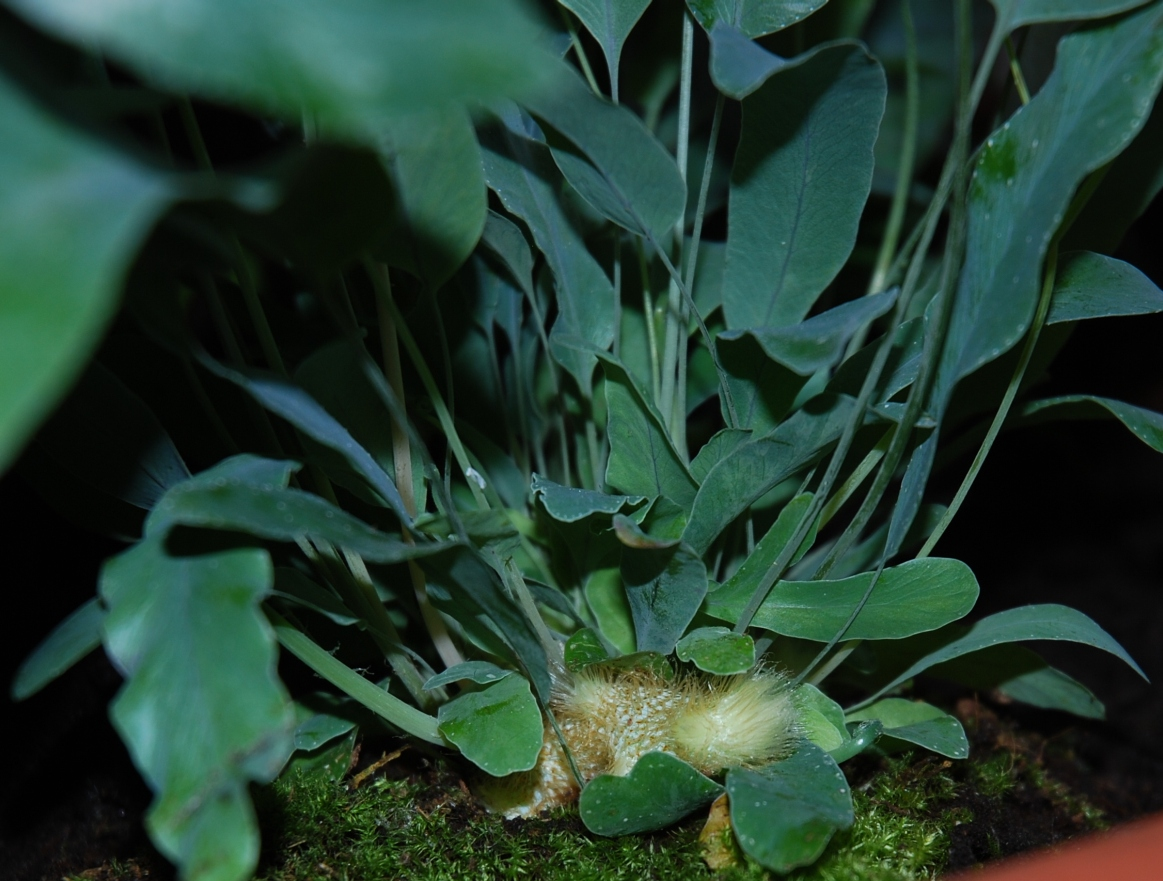
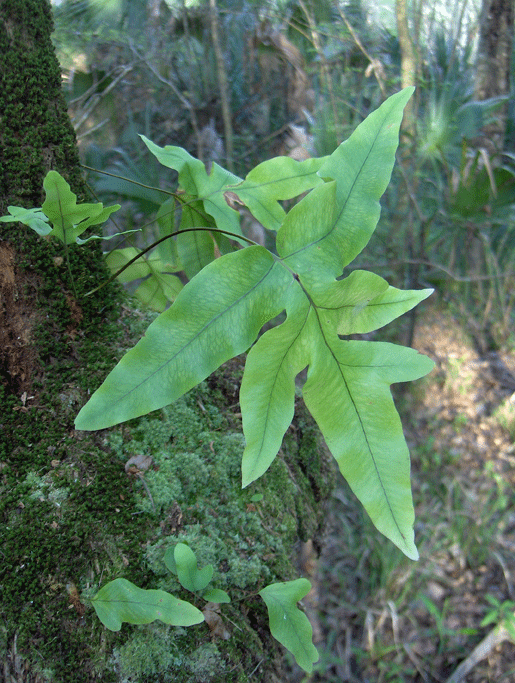